# Enrique Beck

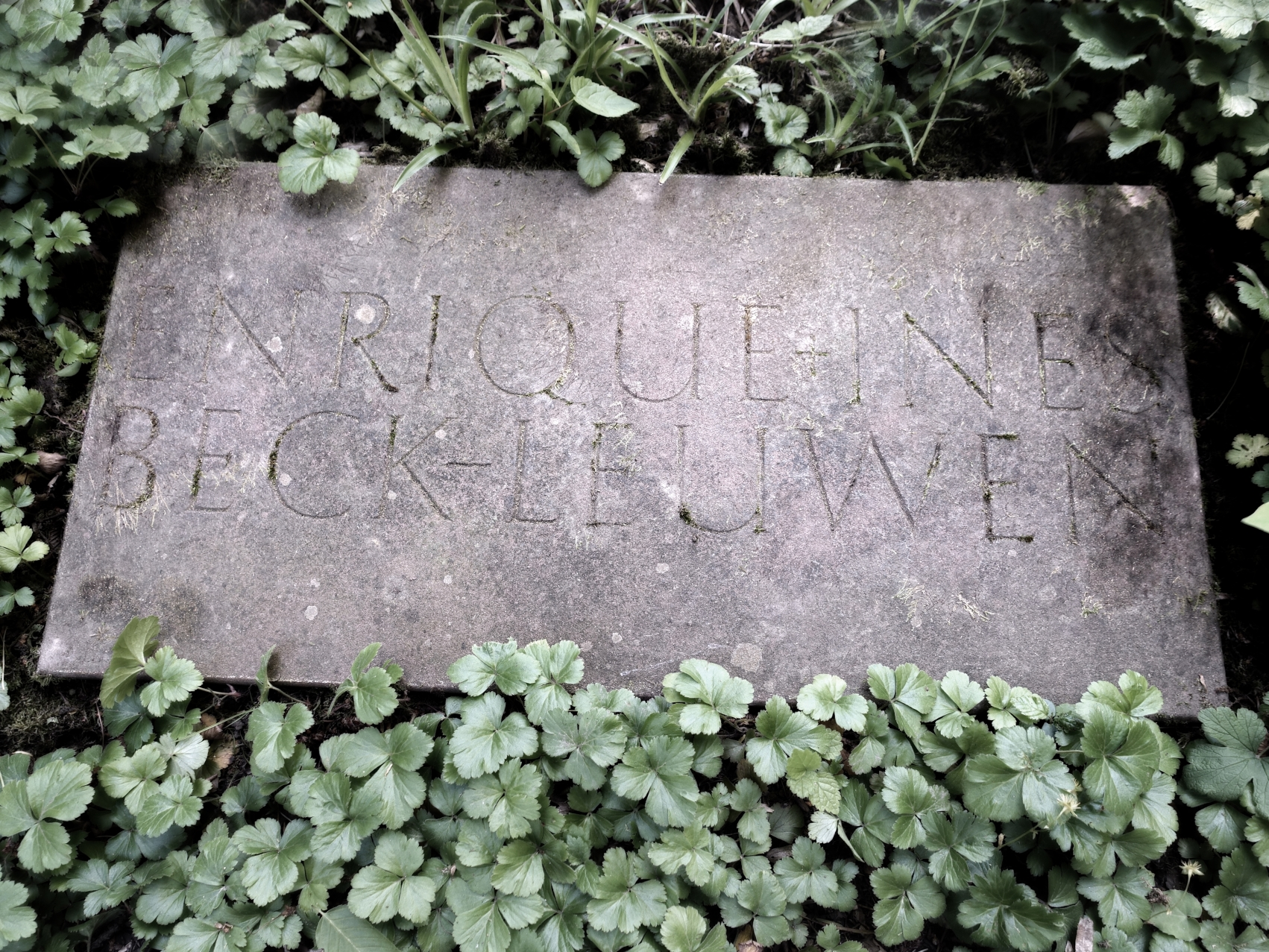
Grab auf dem Friedhof am Hörnli

Enrique Beck (eigentlich Heinrich Beck, auch Heinrich Enrique Beck, geboren am 12. Februar 1904 in Köln; gestorben am 16. September 1974 in Riehen) war ein deutsch-schweizerischer Dichter und Übersetzer. Die Werke des 1936 ermordeten spanischen Lyrikers und Dramatikers Federico García Lorca übertrug er ins Deutsche und machte ihn so einem größeren Publikum bekannt. Er setzte sich für die Aufführung seiner Theaterstücke ein, die Lorca postum in den 1950er Jahren populär machten. Beck hatte sich 1946 die alleinigen Übersetzungsrechte in die deutsche Sprache von Lorcas Erben zusichern lassen. Die Übertragungen werden als ungenügend und verfälschend beurteilt. Gegen das Übersetzungsmonopol, das Beck eifersüchtig hütete, ging der Suhrkamp Verlag 1998 öffentlich vor. Sein lyrisches Werk war wenig erfolgreich, zu Lebzeiten erschien nur ein Band mit Gedichten. In der Zeit des Nationalsozialismus lebte er als Emigrant in Spanien und der Schweiz. Auch nach Ende des Zweiten Weltkriegs blieb er in der Schweiz.

## Leben

### Kindheit, Ausbildung, Untergrundarbeit in Hannover
Beck war der Sohn von Hedwig Beck, geborene Meyer, und Carl Beck. Die Eltern waren Juden, Heinrich blieb ihr einziges Kind. Im Jahr seiner Geburt zog die Familie nach Hannover. Beck wuchs in finanziell gesicherten Verhältnissen auf. Sein Vater arbeitete als Bankangestellter und unterrichtete bis 1915 an einer Höheren Handelsschule. Später machte er sich als Revisor und Wirtschaftsprüfer selbstständig.
Heinrich Beck besuchte eine Reformschule, die Bismarckschule. Er verließ sie mit der Obersekundareife. Seinen Wunsch, Tiermedizin zu studieren, musste er aufgeben, als das Familienvermögen durch die Inflation während der Weimarer Republik schwand. Nach einem weiteren Schuljahr an einer Höheren Handelsschule absolvierte er eine kaufmännische und technische Lehre in einer Druckerei. Er arbeitete in verschiedenen Druckbetrieben, bis er 1927 nach Köln ging, wo er sich als Werbetexter selbstständig machte.
1930 wechselte er nach Hannover. Dort schloss er sich im Januar 1933 der im Untergrund wirkenden Widerstandsgruppe Komitee für proletarische Einheit an und arbeitete an der Herausgabe ihres Presseorgans mit. Die Gruppe wurde bald bespitzelt. Im August 1933 flüchtete er in die Schweiz. Vom Vater eines Schulfreunds war er vor der unmittelbar bevorstehenden Verhaftung gewarnt worden.

### Exil in der Schweiz und Spanien
Die Schweizer Behörden erteilten Beck nur Transitasyl, das ihn zur Ausreise verpflichtete. Er hielt sich in den Kantonen Zürich, Bern und Basel auf, dort wurde er jeweils ausgewiesen. Durch die zufällige Bekanntschaft mit der Tochter eines spanischen Konsuls in Bern bekam er ein Einreisevisum für Spanien.
1934 erreichte er das zweite Land seines Exils. Dort änderte er seinen Vornamen in die spanische Form Enrique. Wann dieses geschah, ist ungewiss. In Barcelona schlug er sich als Zeitungsverkäufer durch. Nach einiger Zeit verfügte er über einen festen Bücher- und Zeitungsstand, an dem er antifaschistische Publikationen verkaufte. Beck organisierte sich in einer sozialistischen Gruppe, der Unío Socialista de Catalunya (USC). Mitte des Jahres schloss er sich dem Komitee gegen Krieg und Faschismus an, in dem er Vorsitzender der deutschen und österreichischen Sektion wurde. In der frühen Phase des Spanischen Bürgerkriegs beteiligte sich Beck zeitweilig an Straßenkämpfen, musste dies aus gesundheitlichen Gründen jedoch aufgeben.
Im Juli 1936 vereinigte sich die USC mit anderen sozialistischen sowie kommunistischen Parteien zur Partit Socialista Unificat de Catalunya (PSUC, Vereinigte Sozialistische Partei Kataloniens). Innerhalb der Einheitspartei geriet die USC ins Hintertreffen. Die Kommunisten übernahmen die Führung und formierten sie zur Kaderpartei. Dagegen protestierte Beck mehrfach. Im August 1936 verhaftete ihn die Privatpolizei der PSUC und lieferte ihn in das besetzte Hotel Colón ein, das als Parteizentrale und als Befehlszentrale der Komintern auf der iberischen Halbinsel diente. Beck wurde Spionage und faschistische Zellenbildung vorgeworfen. Zu Hilfe kam ihm Isak Aufseher vom Internationalen Antifaschistischen Emigrantenkomitee, der ihn mit einer anarchistischen Patrouille befreite.

### Erste Begegnung mit Lorcas Werk

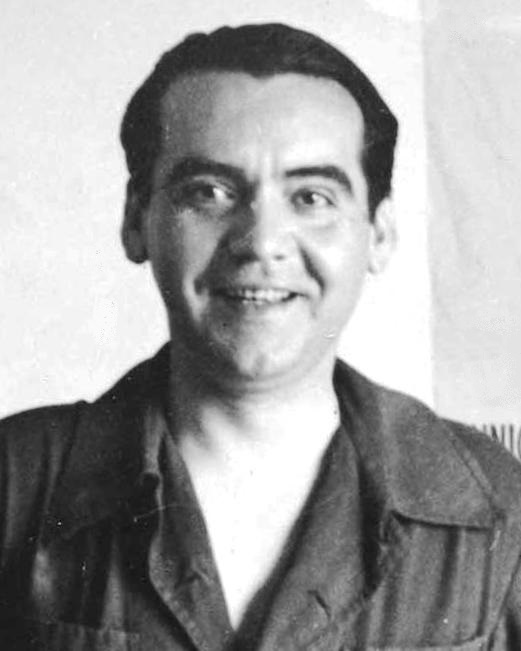
Federico García Lorca (1898–1936)

Ebenfalls im August 1936, dem Monat, in dem Lorca ermordet wurde, stieß Beck zum ersten Mal auf dessen Werk. Über die Umstände gibt es unterschiedliche Darstellungen. Möglicherweise entdeckte er im Wartezimmer des Arztes Juan Civit Belfort einen Artikel des katalanischen Literaturkritikers Sebastián Gasch über Lorca, worauf er sich dessen Zigeunerromanzen kaufte. Nach anderer Darstellung las er in einem Zahnarztwartezimmer zwei Gedichte Lorcas, die er sogleich übersetzte und auf dem Rand der Zeitschrift notierte. Beck selbst schrieb: „Der Blitz hatte eingeschlagen, ich war verliebt wie sonst nur in Frauen […], ich übersetzte, die Manuskripte wurden beschlagnahmt, ich erwirkte ihre Rückgabe, arbeitete, änderte. Nie dachte ich an Edition, wo auch?“

### Weitere Haft in Spanien und Ausreise
Im September 1936 wurde Beck erneut verhaftet, nach einer Woche war er wieder frei. Die dritte Verhaftung folgte im Mai 1937. Im November wurde er bedingt freigelassen und in „Ehrenhaft“ genommen, in der er unter Bewachung blieb. Unter der Bedingung, künftig auf Kritik an der Kommunistischen Partei zu verzichten, bot man ihm eine Anstellung an. Beck verzichtete und bemühte sich um eine Ausreisegenehmigung nach Frankreich, die er im Dezember 1937 erhielt.
An der Grenze zu Frankreich wurde er erneut festgesetzt unter dem Vorwurf, er habe in seiner Wohnung faschistische Dokumente gehabt. Beck wurde wegen Hochverrats und Spionage angeklagt. Im Februar 1938 erging der Freispruch, ohne dass ein Prozess geführt worden wäre. Er fuhr noch im selben Monat über Frankreich in Richtung Schweiz. Dort traf er im April 1938 ein. Sein Versuch war gescheitert, in Frankreich einen legalen Aufenthaltsstatus zu bekommen; an eine Zuflucht in Übersee war schon aus Mittellosigkeit nicht zu denken.
In der Schweiz erhielt Beck jeweils befristete Aufenthaltsgenehmigungen, die mit einem strikten Verbot der Erwerbstätigkeit verbunden waren. Als
Agnostiker konnte er von der jüdischen Gemeinde in Basel trotz seiner jüdischen Herkunft keine Unterstützung erwarten, sie verwies ihn an die nichtkonfessionelle Hilfsstelle für Flüchtlinge. Er übersetzte fünf Romanzen des Romancero gitano, die in der Juli/August-Ausgabe 1938 der Zeitschrift Heute und Morgen des Verlags Stauffacher erschienen. Vor Beck hatte bereits Jean Gebser, ein Freund Lorcas, dessen Werke ins Deutsche übertragen. Die Gedichte veröffentlichte Gebser 1936 in der Anthologie Neue spanische Dichtung.
Im Sommer 1938 lernte Beck die Altistin Ines Leuwen, eigentlich Agnes Löwenstein (1902–1976), kennen. Die älteste Tochter von Thea Sternheim war nach dem Anschluss Österreichs im März 1938 in die Schweiz geflohen. Sie heirateten 1960.

### Übersetzungdes Romancero gitano, Zusage des alleinigen Übersetzungsrechts
Im September 1938 erschien im Schweizer Verlag Stauffacher Becks Übertragung des Romancero gitano. Zwar blieb der Absatz gering, doch löste das Werk in der Übersetzung Zustimmung bei Thomas Mann aus, dem das Manuskript vorlag. Im Frühjahr 1939 besprach Heinz Politzer Original und Übersetzung in Manns Exilzeitschrift Mass und Wert.
Becks aufenthaltsrechtliche und finanzielle Lage blieb prekär, er war auf Zuwendung von Hilfsorganisationen und Freunden angewiesen. Immer wieder war er von Ausweisung bedroht, für ihn verwandten sich neben anderen Hermann Hesse, André Gide und Hans Oprecht. Die American Guild for German Cultural Freedom gewährte ihm schließlich ein befristetes Stipendium für Lorca-Übersetzungen. Im April 1944 wurde Lorcas Bluthochzeit als erstes Bühnenstück auf Deutsch in Becks Übersetzung im Schauspielhaus Zürich (Regie: Leonard Steckel) aufgeführt. Wegen des Arbeitsverbots für Beck hatte es dafür der Zustimmung der Fremdenpolizei bedurft.
Ungeklärt blieb lange der rechtliche Status der Übersetzungen, deren Rechte üblicherweise bei Verlagen liegen und nicht bei Einzelpersonen. Beck versuchte immer wieder, auf die Erben Lorcas einzuwirken, um seine Übertragungen veröffentlichen zu dürfen. Erst am 15. Februar 1946 sicherte Lorcas Bruder Francisco García Lorca (1902–1974), Literaturprofessor in den Vereinigten Staaten und Schriftsteller, in einem Telegramm Beck das alleinige Recht zur Übertragung ins Deutsche zu. Dabei hatte Francisco García Lorca so wenig wie die anderen Erben die Tragweite des juristischen Beiworts „autorisiert“ erfasst, wie der Neffe des Dichters und spätere Nachlassverwalter Manuel Fernández Montesinos später bekannte. Diese juristisch gültige Vereinbarung per Telegramm ersetzte die Familie 1956 durch einen neuen Vertrag. Die Vertretung der Rechte Becks übernahm nach dessen Tod 1974 zunächst Ines Leuwen und ab 1976 die Heinrich Enrique Beck-Stiftung.

### Nach dem Zweiten Weltkrieg
Nach Ende des Zweiten Weltkriegs forderten die Schweizer Behörden Beck auf, nach Deutschland zurückzukehren. Er lehnte ab, sein Ziel war Spanien, allerdings nicht während der Diktatur Francisco Francos. 1950 erhielt er eine Arbeitserlaubnis in der Schweiz. Er widmete sein Leben der Übertragung des Lorcaschen Werks und dem Einsatz für die Aufführung seiner Bühnenstücke.
1947 hatte Beck für Lorcas Dramen einen Vertrag mit dem Basler Theaterverlag von Kurt Reiss geschlossen, 1952 begann die Zusammenarbeit mit dem Insel Verlag. Die Exklusivrechte ermöglichten ihm und seiner Frau ein auskömmliches Leben mit vielen Reisen. Allerdings wurde ihm das alleinige Recht streitig gemacht, so 1955 von der Stockholmer Theateragentin Karin Alin. Sie berief sich darauf, Lorcas Mutter und dessen Schwester, die aus den Vereinigten Staaten nach Spanien zurückgekehrt waren, hätten ihr die Rechte übertragen. Beck intervenierte bei Francisco García Lorca, der den Konflikt beilegte, indem er ihn mit der Distanz zwischen den Familienmitgliedern erklärte.
An der Universität Basel hielt Beck 1948 einen Vortrag zum Thema Dichtung als Ordnung und Abenteuer. Darüber sprach er auch bei der Herbsttagung der Gruppe 47 im Oktober 1949, zu der Hans Werner Richter nach Utting am Ammersee eingeladen hatte.
Finanziell vorteilhaft wirkte sich für Beck aus, dass die Deutschen in den 1950er Jahren Lorca für sich entdeckten. Der Spiegel stellte 1950 fest, die Lorca-Konjunktur habe Deutschland erreicht: „Enrique Beck kann jetzt mit seinen Rechten geizen und handeln, die er vorher so lange und so vergeblich an den Mann zu bringen versuchte.“ Dabei wachte er gluckenhaft über die Inszenierungen von Lorcas Stücken und ging so weit, in die Regie einzugreifen.
1955 verlieh ihm die Spanische Republik im Exil mit Sitz in Paris das Ritterkreuz des Befreiungsordens. In der Laudatio hieß es, Beck habe sich „durch seine Treue der Republik gegenüber, durch seine Liebe zu Spanien, welche ihm von 1933 bis 1938 Asyl und Freiheit bot, durch seine Verehrung der Spanischen Literatur und seine Hingabe an einen der grössten unter den Dichtern […] des Vertrauens und der Dankbarkeit der freien Spanier würdig gezeigt“.
Beck klagte ab 1954 in der Bundesrepublik auf finanziellen Ausgleich für das durch den Nationalsozialismus erlittene Unrecht. In zweiter Instanz wurde ihm im Februar 1958 Wiedergutmachung zugesprochen.
Die Schweizer Staatsbürgerschaft erhielt Beck im Jahr 1959. Zwei Jahre zuvor war der Antrag noch abgelehnt worden. Die schweizerische Bundesanwaltschaft verdächtigte ihn einer kommunistischen Gesinnung, eine „ordentliche Anpassung an schweizerische Verhältnisse“ sei nicht erfolgt, seit er 1938 in der Schweiz Zuflucht bei „einer bekannten Kommunistin“ gesucht habe. Sie war damals seine Zimmerwirtin gewesen. Für seine Einbürgerung setzte sich daraufhin neben anderen der Politiker Hans-Peter Tschudi ein.
Ende der 1960er Jahre zogen Enrique Beck und seine Frau nach Riehen. 1971 wurde bei ihm Darmkrebs festgestellt. Obwohl die Operation erfolgreich verlief, erholte er sich nicht vollständig. Ines Leuwen versuchte in dieser Zeit, seine Gedichte publizieren zu lassen, scheiterte damit jedoch. Die letzten Monate nach seinem 70. Geburtstag verbrachte er, gepflegt von seiner Frau, zu Hause im Krankenbett. Er starb am 16. September 1974. Ihre Erwartung, dass sich Nachruhm für sein lyrisches Werk einstellen werde, drückte Ines Leuwen in der Todesanzeige aus: „Die Zukunft wird den grossen Dichter ehren.“ Beck wurde eingeäschert und auf dem Friedhof am Hörnli beigesetzt. Sein Grab befindet sich im Bezirk 9, Abteilung 5, Grab Nr. 509.

## Becks Lyrik
Seit den 1940er Jahren verfasste Beck eigene Gedichte. Einige wurden unter anderem in der Frankfurter Allgemeinen Zeitung und der Frankfurter Rundschau veröffentlicht. Der Band Gedichte erschien 1963 im Insel Verlag, zwei weitere sollten vertraglich zugesichert folgen. Siegfried Unseld als Verleger des Suhrkamp Verlags, der im selben Jahr den Insel Verlag übernommen hatte, unterband die Publikation weiterer Werke. Ines Leuwen beklagte sich 1973 in einem Brief an Arnold Hauser: „Herr Dr. Unseld hat keinen Zugang zu Becks Versen – er lehnte es ab, die bereits bestehenden Verträge zu erfüllen, zahlte lieber die nicht gedruckte Ausgabe und lehnte den Weitervertrieb der Exemplare des ersten erschienenen Bandes ab.“
Becks altertümliche Sprache stieß auf Abwehr. Rudolf Hartung lehnte 1972 den Abdruck von Becks Lyrik in der Neuen Rundschau ab und begründete seine Entscheidung mit einem „oft spürbare[n] Abstand zwischen der – oft so schönen – Sprache vieler Ihrer Arbeiten und der Sprache des ‚modernen‘ Gedichts“. Nachdem der Germanist und Hochschullehrer Emil Staiger von Ines Leuwen eine Auswahl von Becks Gedichten erhalten hatte, lobte er zwar deren „hohe Kultur, sprachliche Meisterschaft, formale Vollendung“ und „mannigfaltige Thematik“, doch fehle ihnen „etwas schwer Fassbares. Vielleicht sage ich am besten: das Siegel der geschichtlich einmaligen Individualität.“ Der Band Das offene Antlitz, der neben Aufsätzen auch Lyrik enthielt, erschien erst nach Becks Tod.

## Rezeption der Übersetzungen, erzwungene Neuübersetzungen
Thomas Mann äußerte sich in einem Brief an Beck 1938 anerkennend über die Zigeunerromanzen: „Die Gedichte haben in ihrer Wildheit und Zartheit einen starken Eindruck auf mich gemacht; man empfindet so gar nichts von der sprachlichen Gezwungenheit, die meistens Übersetzungen von Lyrik anhaftet.“ Hermann Hesse empfahl 1939 der Schweizer Fremdenpolizei Beck als „ernst zu nehmenden Dichter“ und seine Übersetzungen als „von hohem dichterischem Wert“ mit dem Ziel, ihm den weiteren Aufenthalt in der Schweiz zu ermöglichen.
Mit der zunehmenden Verbreitung wuchs in den 1950er Jahren die Kritik an Becks Übersetzungsarbeit, mit der er zunächst dem Spanienbild der Nachkriegszeit entsprochen hatte. Ihm wurden sprachliche Inkompetenzen und mangelnde interkulturelle Translationskompetenzen angelastet, die Lorcas Spanien verfälscht hätten. 1955 schrieb Hans Weigel über eine Übersetzung des „leider unvermeidlichen Enrique Beck“, sie sei ein „gewaltiges Hindernis auf dem Weg zur Erschließung García Lorcas“. Rolf Michaelis bezeichnete Beck 1969 als „Süßholzraspler“ und „tantenhaften Spitzenklöppler von Opas Theater“. Er beklagte, dass Beck nicht der Versuchung widerstehe, „statt zu übersetzen selbst zu ‚dichten‘“. Im selben Jahr antwortete Klaus Völker, damals am Schauspielhaus Zürich, auf ein Schreiben des Theaterverlags Reiss, der für Lorca-Aufführungen geworben hatte, Becks Übertragungen seien immer eine Spur „lyrischer“ als das Original, unverbindlicher und meistens auch noch spezifisch deutsch. So viel „Blut und Boden, sei es auch intellektuell verbrämt, bekommt den Stücken von Lorca gar nicht“. Solange das Lorca-Übersetzungsmonopol bestehe, „haben wir keinen Anlass, ein Stück des spanischen Dramatikers zu spielen“.
Nach dem Tod Becks gingen die Übersetzungsrechte an die Witwe Ines Leuwen über. Sie setzte testamentarisch als Alleinerbin die 1976 in Basel gegründete Heinrich Enrique Beck-Stiftung ein, die noch bis 2006 – 70 Jahre nach Lorcas Tod – alleine darüber hätte verfügen können. Zweck der Stiftung ist laut Statut die Verbreitung der Werke Becks einschließlich seiner Lorca-Übersetzungen sowie Veröffentlichungen zu Becks Leben.
Zum 100. Geburtstag Lorcas im Jahr 1998 kündigte der Suhrkamp Verlag an, die Auslieferung und Verbreitung seiner Werke in Becks Übersetzung einzustellen. Suhrkamp wollte auf diese Weise Neuübersetzungen erzwingen, um schon vor dem Auslaufen des Urheberrechts 2006 den deutschsprachigen Markt für Lorcas Werk mit Fassungen anderer Übersetzer zu besetzen. Bei einer Pressekonferenz am 19. Mai 1998 stellte der Verlag Bernarda Albas Haus, übersetzt von Hans Magnus Enzensberger, und Bluthochzeit von Rudolf Wittkopf vor.
Eine Pressemappe zum Fall Lorca enthielt Gutachten, die eine mangelnde Qualität der Beckschen Übertragungen belegen sollten. Besondere Beachtung fanden die Expertisen von Harald Weinrich und Helmut Frielinghaus. Weinrich untersuchte exemplarisch Becks Übertragungen der Schauspiele Bernarda Albas Haus und Bluthochzeit: „Diese Übersetzungen weisen schwere Mängel auf, die sich in allen Bereichen der Sprache […] zeigen“, vornehmlich in Grammatik, Lexik und Stilistik. Er fasste zusammen: Die Übersetzung sei als ein „schweres Rezeptionshindernis für die Begegnung mit einem klassischen Werk der spanischen Literatur anzusehen“. Lorca müsse ganz neu übersetzt werden. Frielinghaus begutachtete Becks Übersetzung des Gedichtzyklus Poeta en Nueva York, 1963 im Insel Verlag in zweisprachiger Ausgabe unter dem Titel Dichter in New York veröffentlicht.
Dem deutschen Leser sei der Zyklus unendlich viel schwerer zugänglich als der spanische Originaltext. Das liege an Missverständnissen, aber auch an Interpretations- und Übersetzungsfehlern, vor allem jedoch an Becks Vorstellungen von „lyrischer Sprache“. Dessen Exklusivvertrag nannte Frielinghaus seltsam und unmoralisch; es sei schlimm und unbegreiflich, dass die Übersetzung deswegen immer noch die einzig berechtigte und einzige existierende in deutscher Sprache sei. Die Heinrich Enrique Beck-Stiftung lenkte schließlich ein und ließ andere Übersetzungen zu.
40 Jahre nach seinem Tod hielt die Kultur- und Sprachwissenschaftlerin Ulrike Spieler Beck zugute, Lorca im deutschsprachigen Raum überhaupt und vor allem einem breiten Publikum bekannt gemacht zu haben. Sein Kardinalfehler sei es gewesen, gottgleich nichts und niemanden neben sich geduldet zu haben. Sein spanisches Exil von knapp vier Jahren habe ihm zwar ein gewisses Sprachvermögen vermittelt, das aber nicht an eine Übersetzerausbildung oder ähnliche Kompetenzbildung herangereicht habe. Sie verwies auf drei Brüche in Becks Leben: Durch die Inflation der Weimarer Republik habe er nicht wie gewollt studieren können; Spanien, das ihm zur zweiten und eigentlichen Heimat geworden sei, habe ihn verstoßen; in der Schweiz habe er sich nie gewollt gefühlt. Für Beck sei Übersetzen eine identitätsstiftende Handlung gewesen.

## Werke
- Ithaka. Textbuch des Stücks beim Bühnenverlag Felix Block Erben, etwa 1962 (unveröffentlichtes Manuskript).
- Gedichte. Insel-Verlag, Frankfurt am Main 1963.
- Das offene Antlitz. Reiss, Basel 1975 (Gedichte und Prosa).
- Über Lorca. Aufsätze und  Anmerkungen. Heinrich Enrique Beck-Stiftung (Hrsg.), Basel 1981.

## Übersetzungen (Auswahl)
- Zigeunerromanzen. Stauffacher, Zürich 1938 (Romancero gitano).
- Gedichte. Rowohlt, Stuttgart 1948.
- Bernarda Albas Haus. Frauentragödie in spanischen Dörfern. Felix Bloch Erben, Berlin 1950 (La casa de Bernarda Alba, Bühnenmanuskript).
- Bluthochzeit. Lyrische Tragödie in 3 Akten und 7 Bildern. Insel-Verlag, Wiesbaden 1952 (Bodas de sangre).
- Dichterisches Bild – Dämon – Schlummerlieder. Eugen Diederichs, Düsseldorf, Köln 1954.
- Granada und andere Prosadichtungen. Verlag der Arche, Zürich 1954.
- Dichtung vom tiefinneren Sang. Insel Verlag, Wiesbaden 1956 (Poema del Cante Jondo).
- Das kleine Don-Cristóbal-Retabel. Posse für Puppentheater. Insel-Verlag, Wiesbaden 1960 (Retablillo de Don Cristóbal).
- Klage um Ignacio Sánchez Mejías. Manus-Presse, Stuttgart 1964 (Llanto por Ignacio Sánchez Mejías)
- Briefe an Freunde, Interviews, Erklärungen zu Dichtung und Theater. Insel Verlag, Frankfurt am Main 1966.
- Über Dichtung und Theater. Suhrkamp, Frankfurt 1974.